# Monoșină

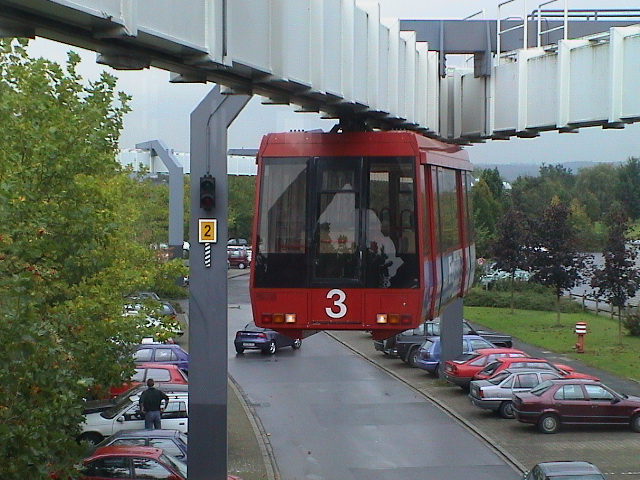
H-Bahn Dortmund

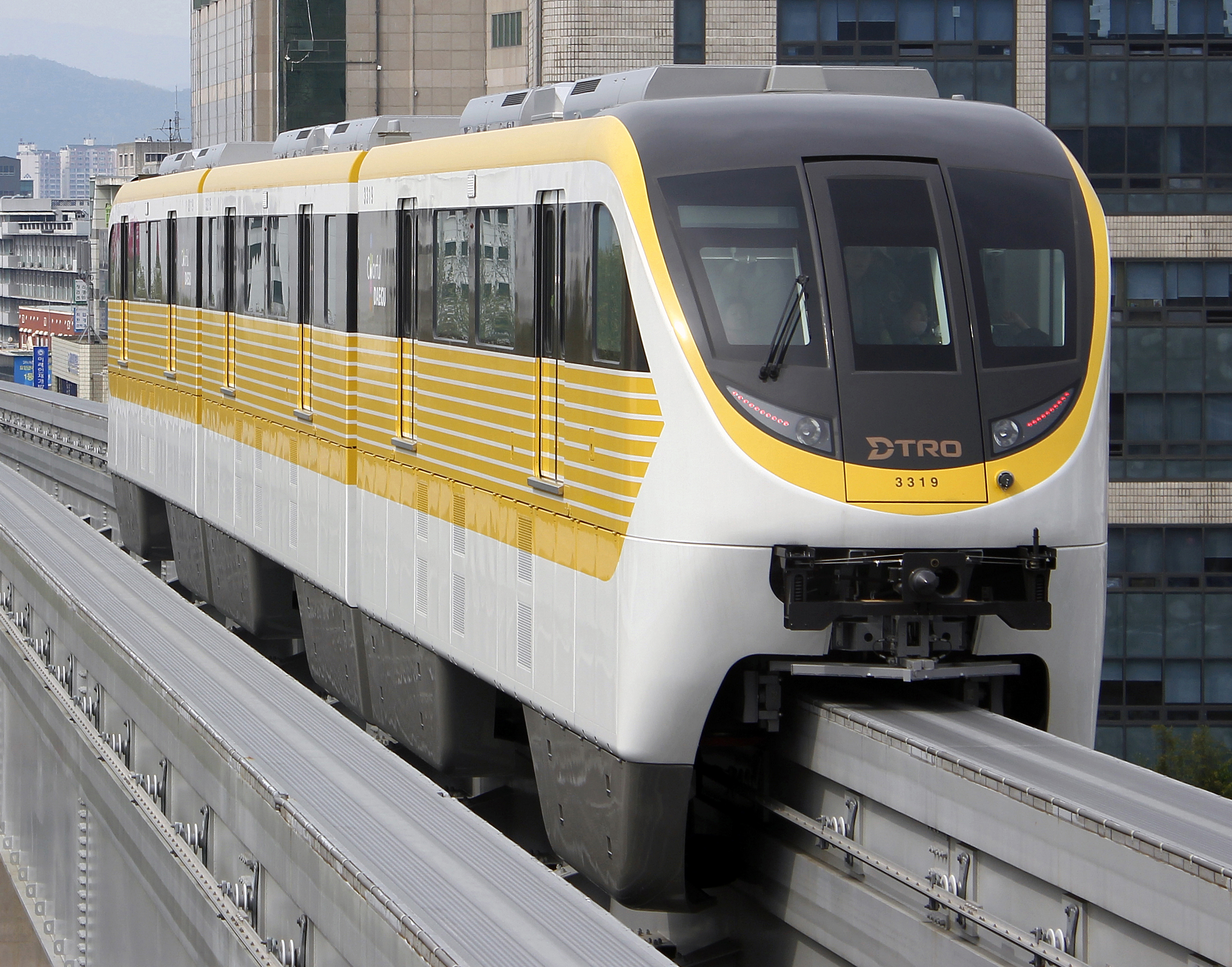

Monoșina sau monoraiul (din fr. monorail) reprezintă o cale de rulare pentru tracțiune terestră sau suspendată a vehiculelor de pasageri sau marfă, care folosește o singură șină. În cele mai multe cazuri, șina este elevată, dar trenurile monoșină pot merge și la suprafață, în subteran sau în tuneluri speciale. Vehiculele monoșină sunt mai late decat calea care le suportă.